# Stockton (Missouri)
Pour les articles homonymes, voir Stockton.
La ville de Stockton est le siège du comté de Cedar, situé dans l'État du Missouri, aux États-Unis. En 2012, sa population s’élevait à 1 811 habitants.